# Шифр Гронсфельда
Шифр Гронсфельда — поліалфавітний підстановочний шифр створений графом Гронсфельдом (керівником першої дешифрувальної служби Німеччини) в XVII столітті. Шифр можна вважати удосконаленням шифру Цезаря  (надійність) і Віженера / Бофора  (швидкість).

## Опис

### Ключ
Довжина ключа (K) повинна бути рівною довжині вихідного тексту. Для цього циклічно записують ключ до тих пір, поки його довжина не буде відповідати довжині вихідного тексту.

### Шифрування

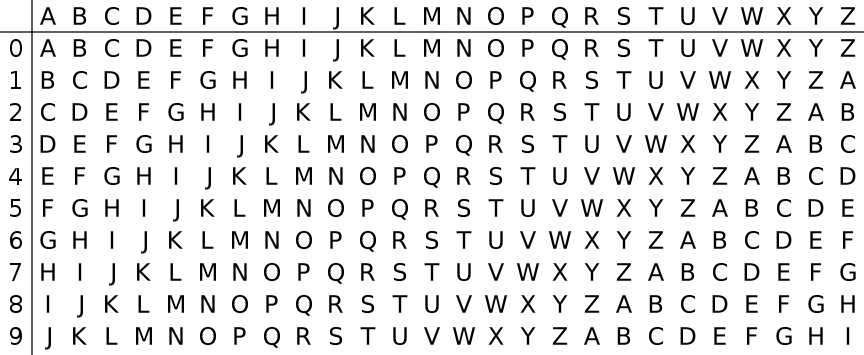
Таблиця Гронсфельда

Кожен символ Mi відкритого тексту M потрібно змістити вправо на Ki (відповідний символ ключа K) кроків.

Або користуючись таблицею Гронсфельда (Tx y, де x — номер рядка, а y — номер стовпця, відлік ведеться з нуля): 

кожен символ Ci шифротексту C знаходиться на перетині стовпця y, перший символ якого дорівнює  відповідному символу відкритого тексту Mi, і Ki-й (відповідній цифрі ключа) рядка — (TKi y)

### Дешифрування
Кожний символ (Ci) зашифрованого тексту C потрібно змістити вліво на Ki (відповідний символ ключа K) кроків.

Або користуючись таблицею Гронсфельда (Tx y, де x — номер рядка, а y — номер стовпця  і відлік ведеться з нуля): 

потрібно в Ki (i-а цифра ключа K) рядку знайти символ, який дорівнює відповідному символу шифротексту (TKi y = Ci), і перший  елемент стовпця буде i-м символом відкритого тексту.

## Приклад
Нехай дано вихідний текст: C = «GRONSFELD»

і ключ: K = «2015»

### Ключ
Довжина тексту — 9 символів, отже й довжина ключа також повинна дорівнювати 9 символам.

K = «201520152»

### Шифрування
- M1 = «G».
- y = 6 (y — номер стовпця)
- K1 = 2
- С1 = T2 6 = «I» 
C += «I» (C = «I»)

- M1 = «R».
- y = 17
- K2 = 0
- С2 = T0 6 = «R» 
C += «I» (C = «IR»)

. . . . . . . . .
- m9 = «D»
- y = 3
- K9 = 2
- С9 = T2 3 = «F» 
C += «I» (C = «IRPSUFFQF»)

Шифротекст (C) — «IRPSUFFQF»

### Дешифрування
- C1 = «I».
- x = K1 = 2
- y = 6
- M += «G» (M = «G»)

- C2 = «R»
- x = K2 = 0
- y = 17
- M += «R» (M = «GR»)

. . . . . . . . .
- C10 = «H»
- x = K9 = 2
- y = 3
- M += «F» (M = «GRONSFELD»)

Дешифрований текст (M) — «GRONSFELD»

## Реалізація

### Python
```
A
 
=
 
'ABCDEFGHIJKLMNOPQRSTUVWXYZ'
 
*
 
2
  
# алфавіт

def
 
f
(
mc
,
 
k
,
 
op
):

    
k
 
*=
 
len
(
mc
)
 
//
 
len
(
k
)
 
+
 
1

    
return
 
''
.
join
([
A
[
A
.
index
(
j
)
 
+
 
int
(
k
[
i
])
 
*
 
op
]
 
for
 
i
,
 
j
 
in
 
enumerate
(
mc
)])

def
 
encrypt
(
message
,
 
key
):

    
return
 
f
(
message
,
 
key
,
 
1
)

def
 
decrypt
(
ciphertext
,
 
key
):

    
return
 
f
(
ciphertext
,
 
key
,
 
-
1
)

print
(
encrypt
(
'GRONSFELD'
,
 
'2015'
))
  
# шифрування

print
(
decrypt
(
'IRPSUFFQF'
,
 
'2015'
))
  
# дешифрування

```